# Fagerhultagölen (Lemnhults socken, Småland)
Fagerhultagölen är en sjö i Vetlanda kommun i Småland och ingår i Emåns huvudavrinningsområde. Sjöns area är 0,012 kvadratkilometer och den är belägen 237 meter över havet.